# هیدروکسیل‌دار کردن
هیدروکسیل‌دار کردن یا هیدروکسیلاسیون یک فرایند شیمیایی است که یک گروه هیدروکسیل (OH-) را به یک ترکیب آلی وارد می‌کند. در زیست‌شیمی، واکنش‌های هیدروکسیل‌دار کردن اغلب توسط آنزیم‌هایی به نام هیدروکسیلاز تسهیل می‌شوند. هیدروکسیل‌دار کردن اولین مرحله در تخریب اکسایشی ترکیبات آلی در هوا است. این فرایند در سم‌زدایی حائز اهمیت است، زیرا هیدروکسیل‌دار کردن، ترکیبات چربی‌دوست را به محصولات محلول در آب (آب‌دوست) تبدیل می‌کند که با سهولت بیشتری توسط کلیه‌ها یا کبد از بدن دفع می‌شوند. برخی از داروها (به عنوان مثال، استروئیدها) توسط هیدروکسیل‌دار کردن فعال یا غیرفعال می‌شوند.

## یادداشت
1. ↑  Hydroxylation
2. ↑  hydroxylase